# Fritz von Herzmanovsky-Orlando
Friedrich Josef Franz Ritter von Herzmanowsky, dit Fritz von Herzmanovsky-Orlando, né le 30 avril 1877 à Vienne et mort le 27 mai 1954  au château Rametz à Merano, est un écrivain et dessinateur autrichien. Il est avec Gustav Meyrink l'un des grands noms de la littérature fantastique en Autriche.

## Biographie

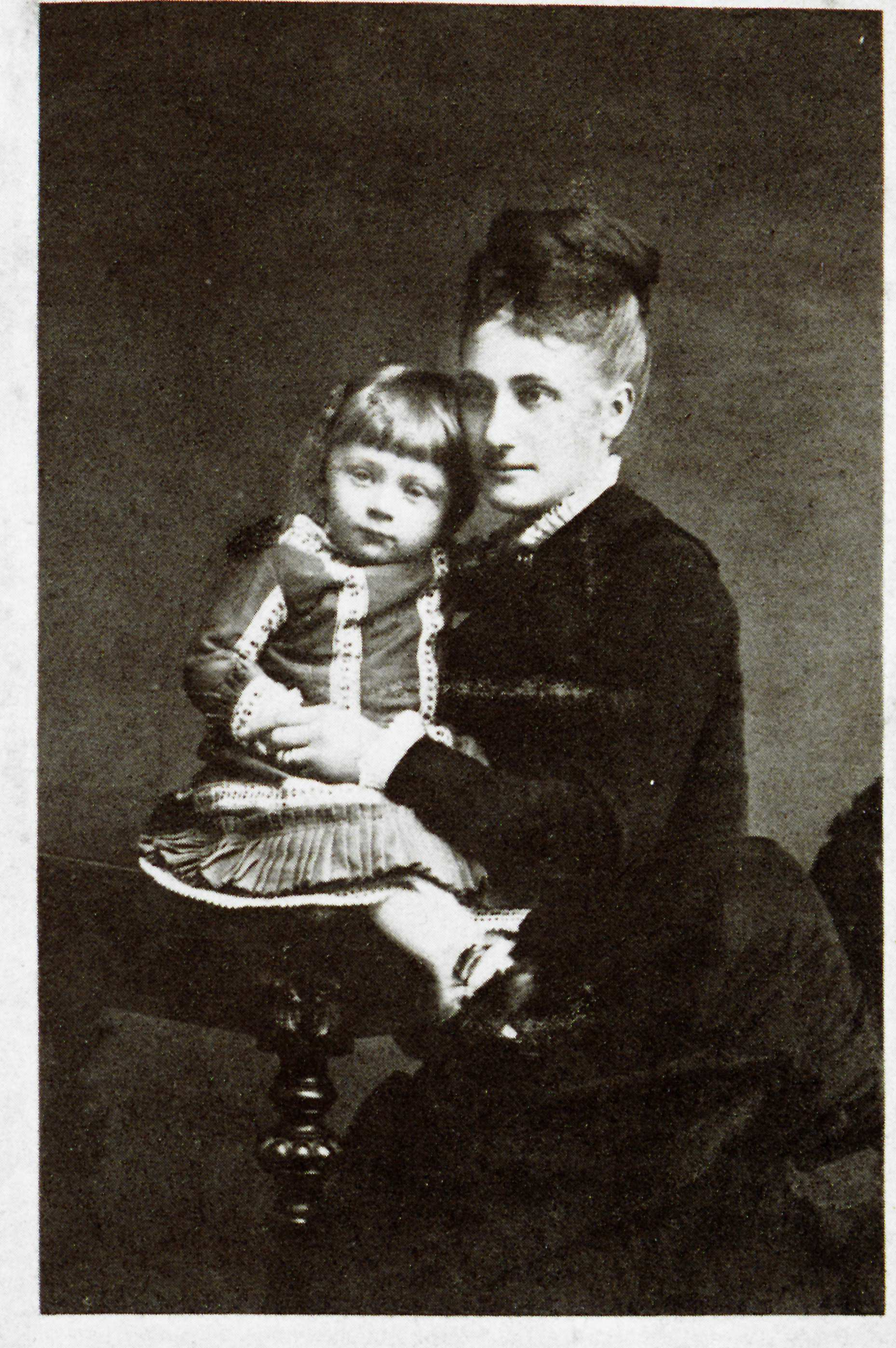
Fritz von Herzmanovsky-Orlando dans les bras de sa mère.

Fritz von Herzmanovsky-Orlando est le fils de parents originaires de Bohème. Il fait des études d'architecture à la Technische Hochschule de Vienne entre 1896 et 1903. Pendant ces années, il fait la connaissance avec Alfred Kubin, qui restera son ami pendant toute sa vie. Il se rend à Munich où il côtoie les membres du cercle du Münchner Kosmiker, Karl Wolfskehl, Ludwig Klages et Alfred Schuler. Herzmanovsky-Orlando travaille comme employé puis à son compte comme architecte. Mais il doit arrêter sa profession, souffrant de tuberculose.
Indépendant financièrement, il prend une attitude de dilettante et se consacre entièrement à l'art ; il s'adonne au dessin et à l'écriture. Pour soigner sa maladie, il effectue plusieurs cures et voyages dans le Sud. Entre autres, il se rend avec sa femme Carmen Schulista au nord-est de la mer Adriatique en 1913, puis entreprend un voyage de quatre mois qui le conduit en Égypte, en Sicile et dans le Sud de l'Italie.
En 1916, il s'installe dans la ville de Merano, qui sera encore une ville autrichienne jusqu'en 1918.
Il adhère au NSDAP en 1932.
Devenu citoyen allemand à la suite de l'Anschluss en 1938, il doit quitter le sud-Tyrol. Sa maladie ne lui permettant pas de vivre plus au nord que les Alpes, il se rend à Malcesine sur le Lac de Garde. Il retourne à Merano en 1949. Il passe les dernières années de sa vie près du château de Rametz.

## Œuvre
Peu d'œuvres de Fritz von Herzmanovsky-Orlando furent publiées de son vivant. Beaucoup restèrent à l'état d'esquisses. Sa vaste œuvre littéraire, essentiellement de la prose et du théâtre, ne fut connue qu'à titre posthume par l'édition complète due à Friedrich Torberg. En France Jacques Sternberg lui consacra une place dans sa collection Humour secret.